# 캐논 EOS 5D
캐논 EOS 5D(Canon EOS 5D)는 1280만 유효 화소를 가지는 캐논의 디지털 SLR이다. 2005년 8월 22일에 발표되었으며 캐논 DSLR 라인업에서 캐논 EOS 30D보다 상위 기종이면서 캐논 EOS-1D Mark II N보다 하위 기종에 해당된다.
비록 30D보다 상위 기종이긴 하나, 연속 촬영 속도 및 플래시 X-동조 속도는 30D보다 떨어진다.
5D는 35 mm 필름과 거의 동일한 면적 크기(35.8 × 23.9 mm)의 센서를 가진 풀프레임 DSLR로는 출시 당시 다른 풀프레임 제품에 비해 비교적 저렴한 가격에 출시되어 인기를 끌었다. 5D의 특징은 모든 풀프레임 센서가 가지는특성과 같이 고감도에서 저노이즈의 특성이 우수해서 실내에나 야간 같은 저광량 환경에서 우수한 화질을 보여주는 강점이 있으며 풀프레임 판형으로 인해서 심도가 얕은 사진을 구사할 수 있다.

## 사진

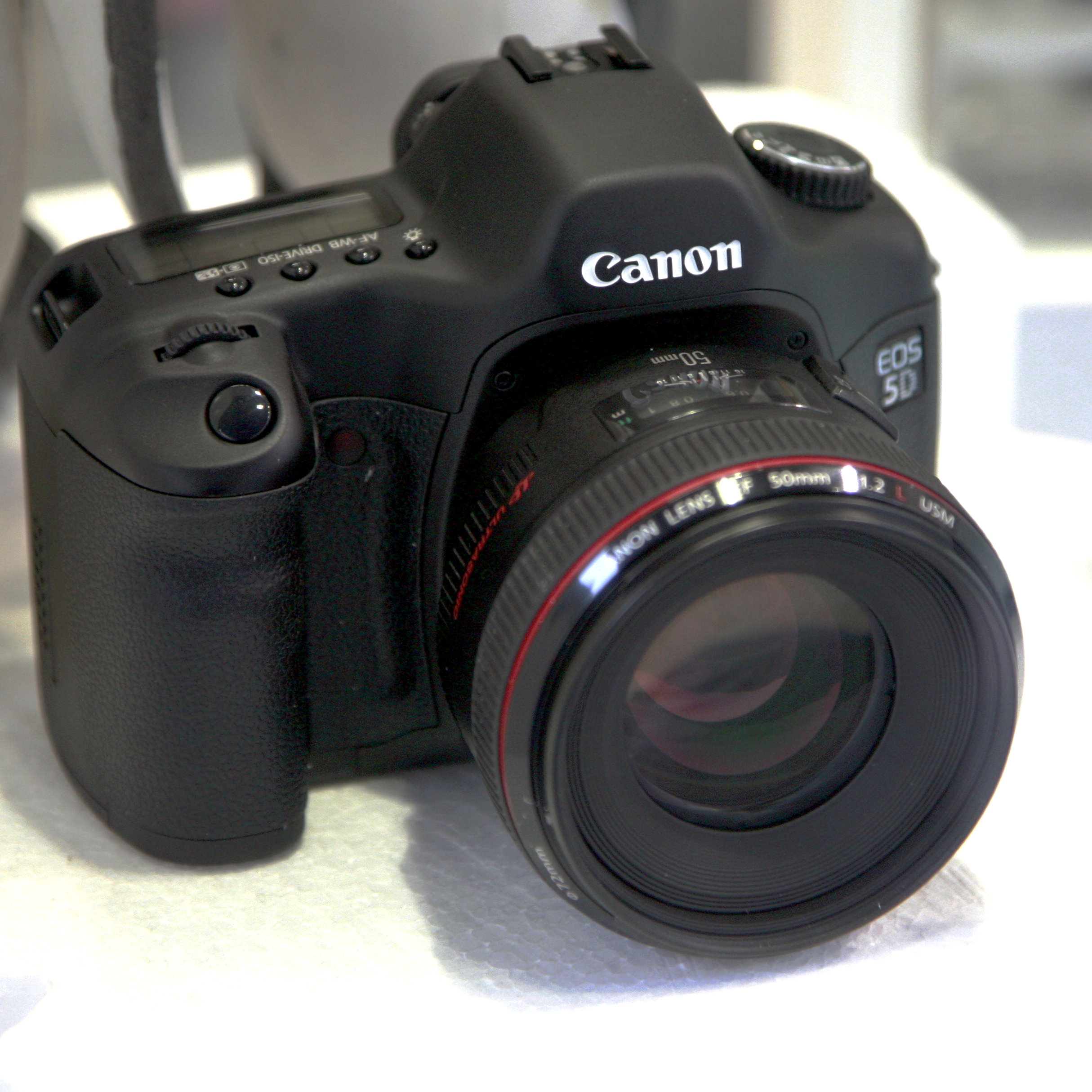
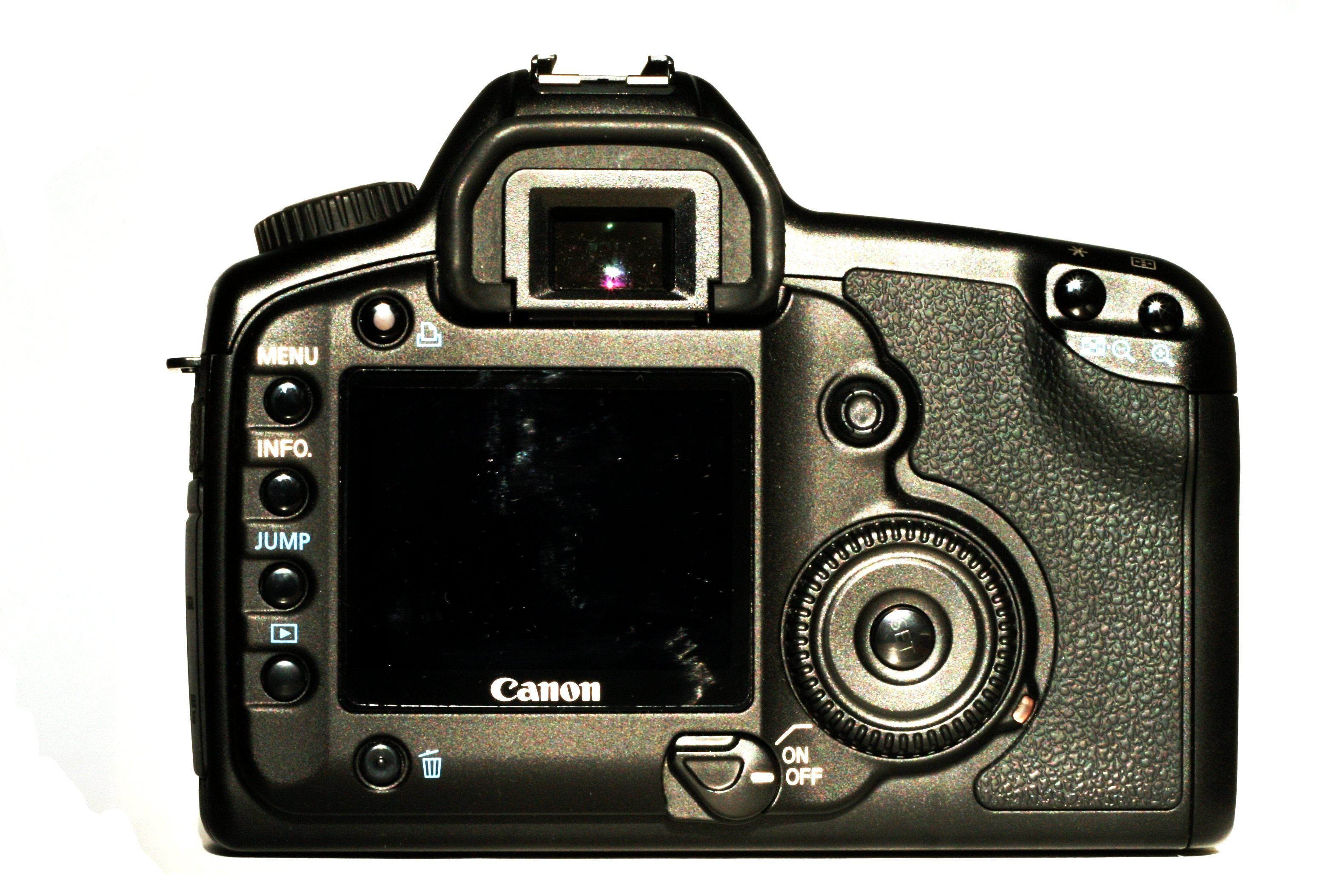
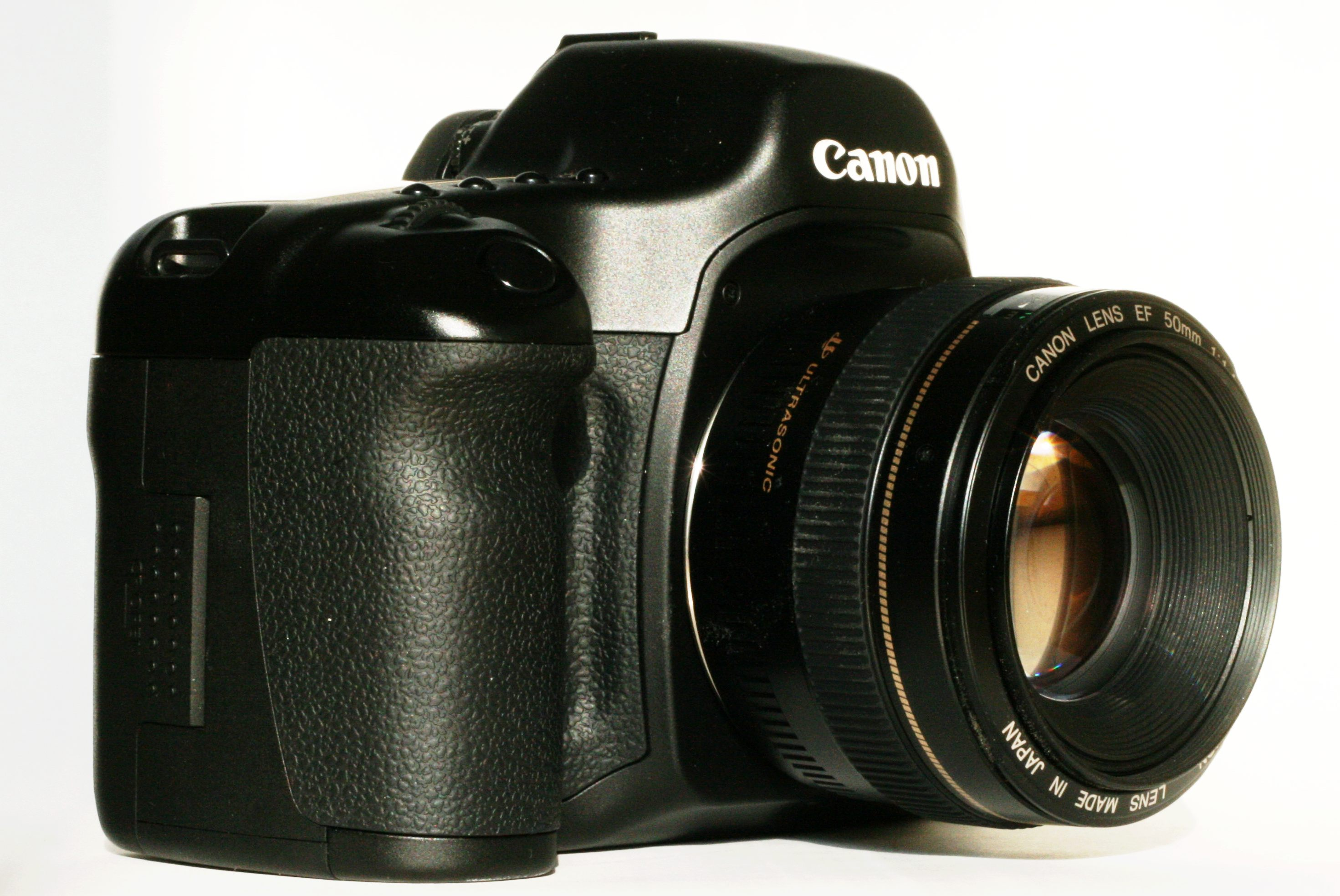
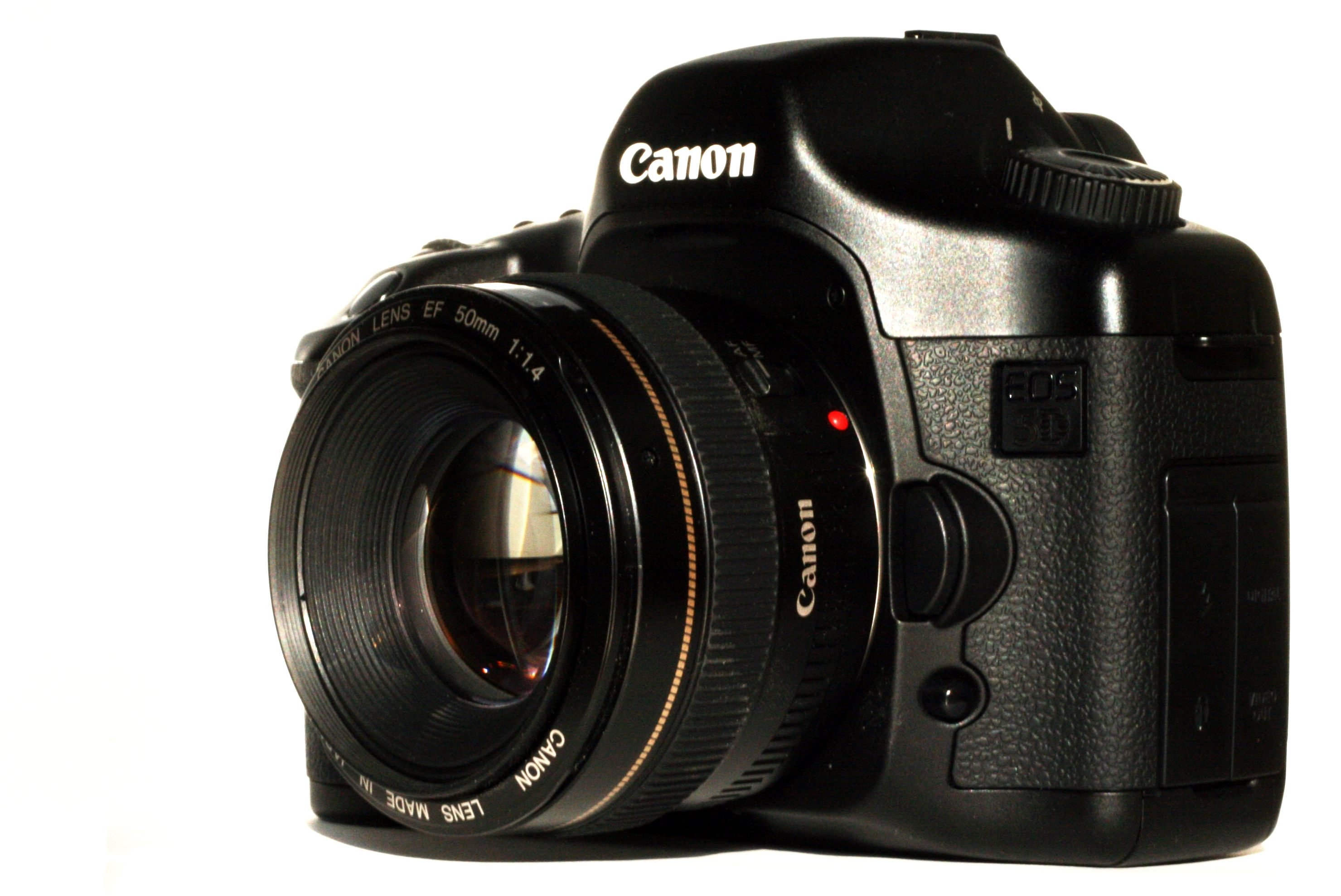
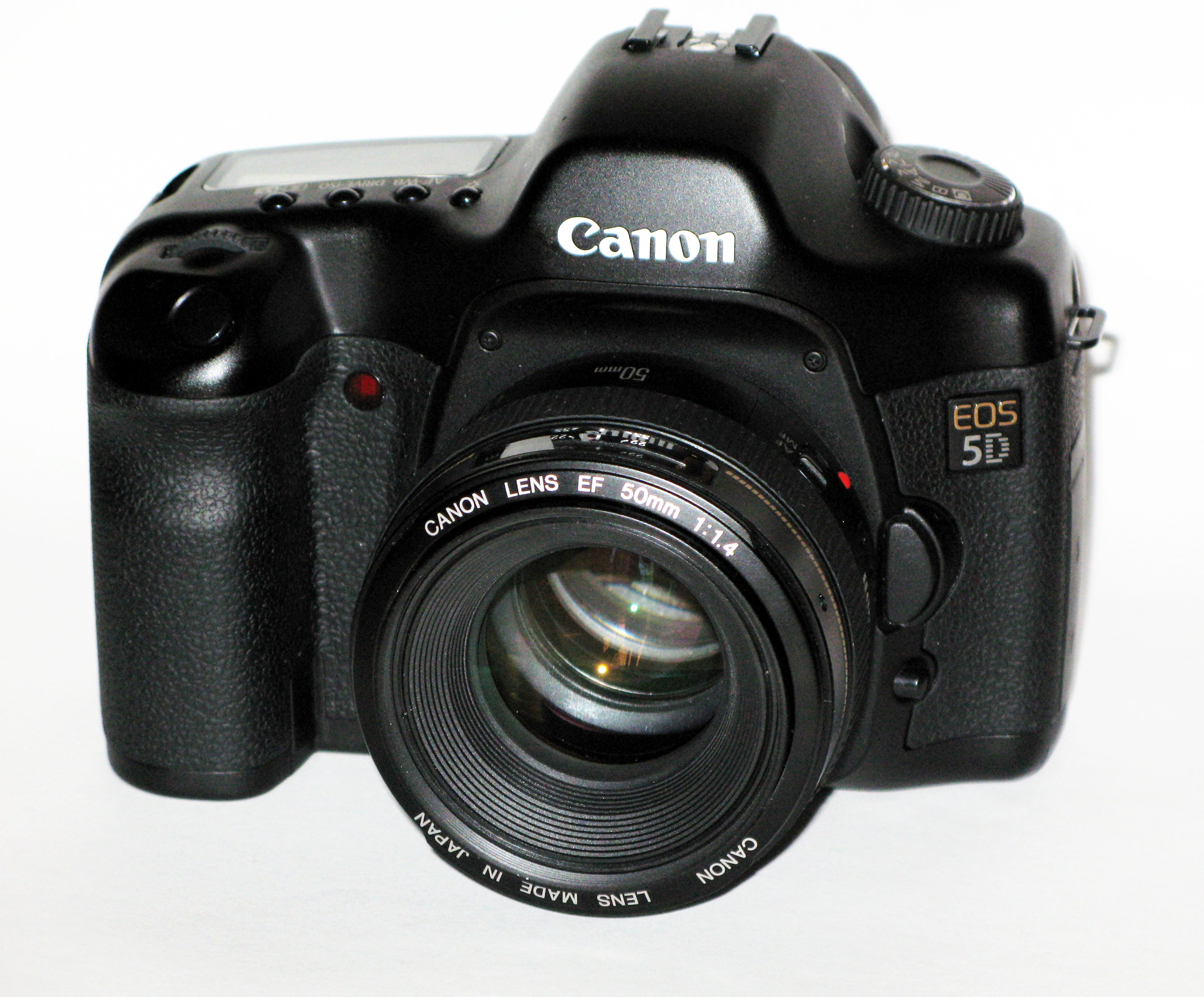
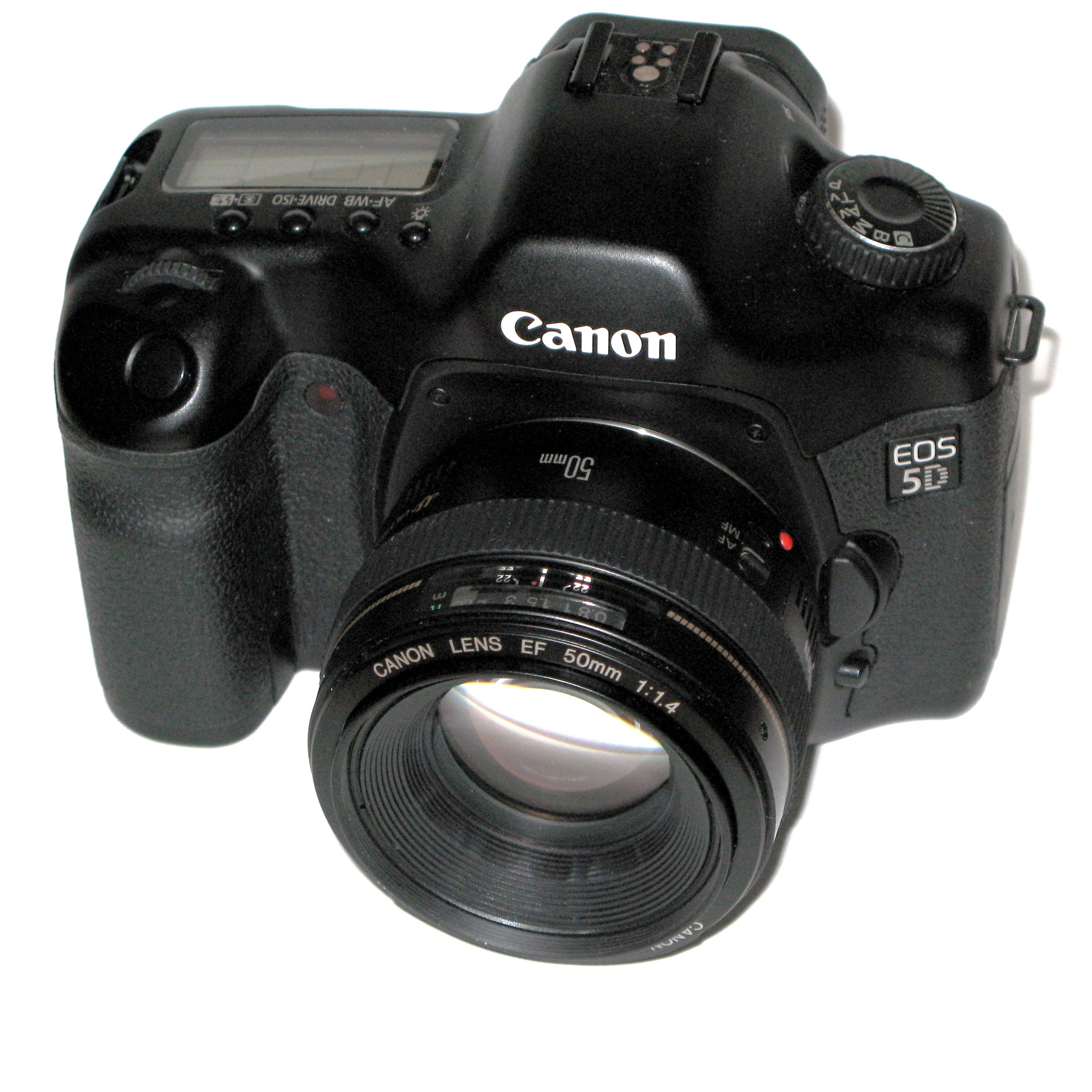
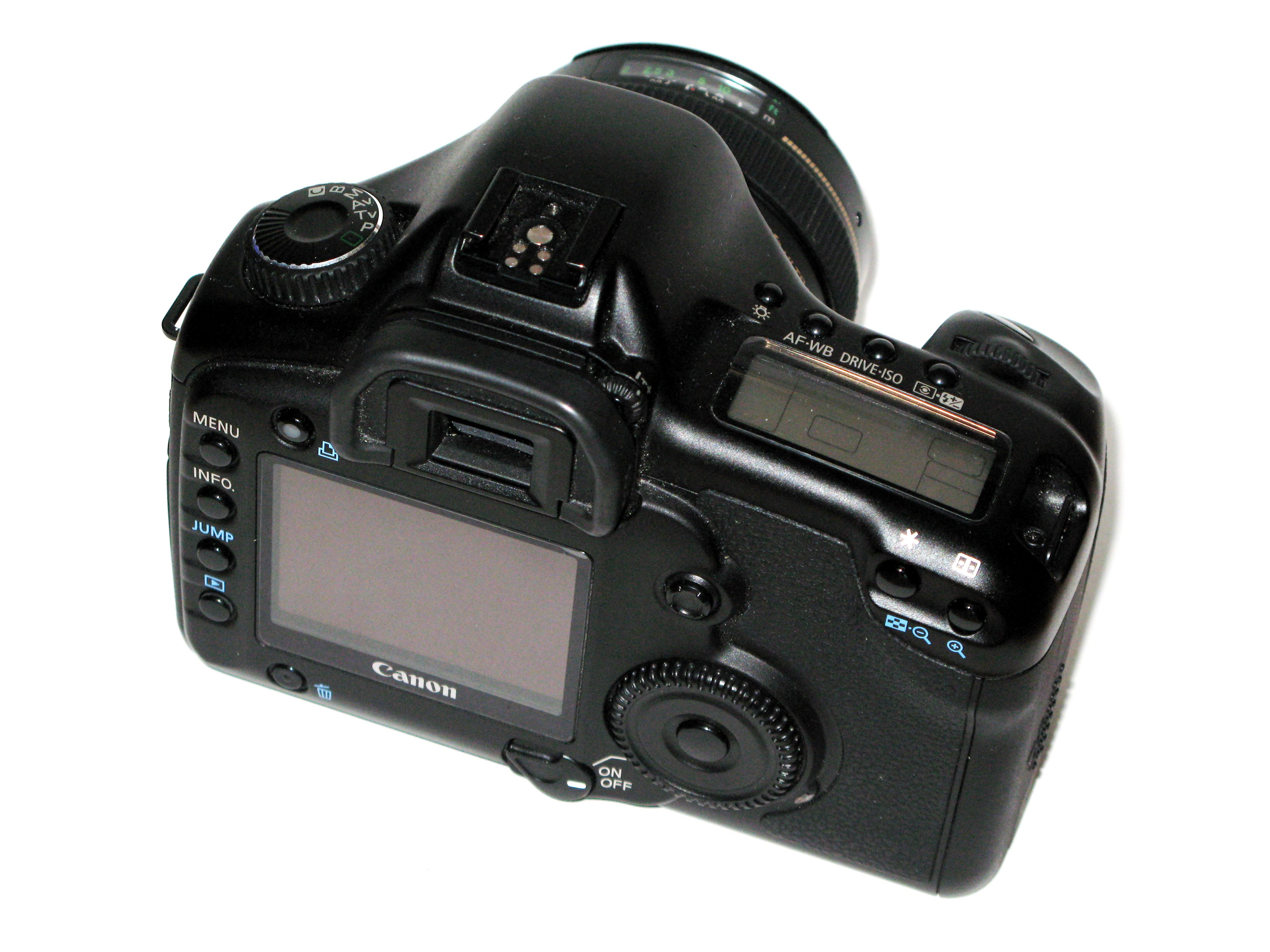
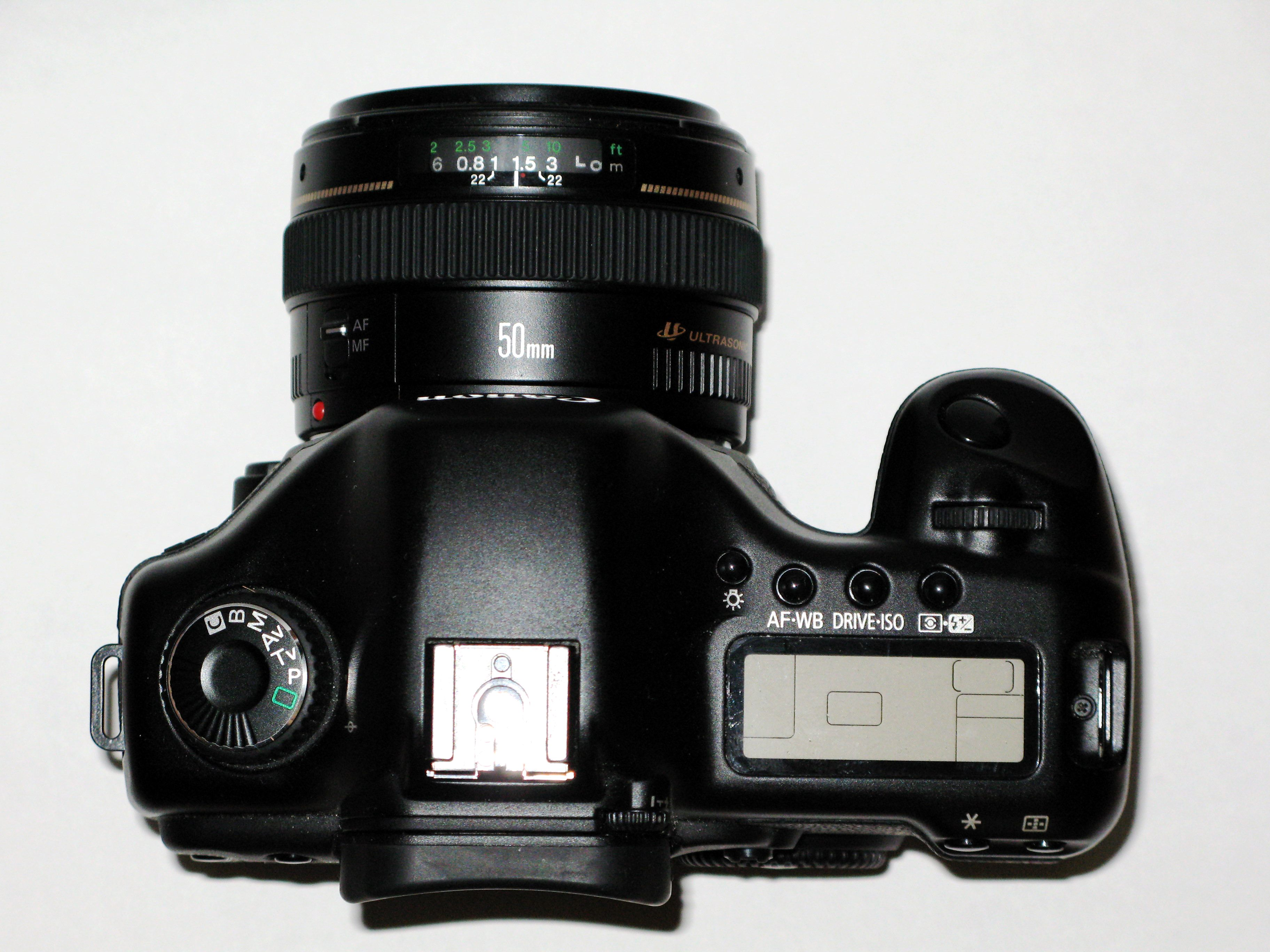

## 같이 보기
- 캐논
- 캐논 EOS
- 캐논 EF 마운트
- 풀프레임 DSLR